# Brycinus affinis
Brycinus affinis és una espècie de peix de la família dels alèstids i de l'ordre dels caraciformes.

## Morfologia
- Els mascles poden assolir 14,7 cm de longitud total.[3][4]

## Hàbitat
És un peix d'aigua dolça i de clima tropical (22 °C-28 °C).

## Distribució geogràfica
Es troba a Àfrica.

## Estat de conservació
Les seues principals amenaces inclouen la seua captura amb xarxes il·legals de malla petita, la sedimentació i la contaminació.